# Thomas Heinen
Thomas Heinen (* 1978) ist ein deutscher Sportwissenschaftler und Hochschullehrer.

## Leben
Der aus Stolberg stammende Heinen studierte an der Deutschen Sporthochschule Köln, 2005 wurde dort seine Doktorarbeit angenommen, der Titel lautete „Mentale Repräsentationen und Kinematik von Bewegungen - Ein interdisziplinärer Ansatz zur Analyse strukturfunktionaler Zusammenhänge der Bewegungsorganisation“. Er war anschließend als wissenschaftlicher Mitarbeiter an der Universität Bielefeld tätig, seine Habilitation (Titel: „Visuomotorische Kontingenzen bei der Auswahl, Kontrolle und Aneignung von komplexen Bewegungshandlungen im Sport“) wurde mit DOSB-Wissenschaftspreis 2013/2014 ausgezeichnet. Heinen war Professor am Institut für Sportwissenschaft (Fachbereich Erziehungs- & Sozialwissenschaften) der Stiftung Universität Hildesheim, 2016 wechselte er auf eine Professorenstelle für Bewegungs- und Trainingswissenschaft der Sportarten mit dem Schwerpunkt Turnen und Kampfsportarten an der Universität Leipzig.
Heinen Forschungsschwerpunkte liegen im Bereich Bewegungsverhalten, Bewegungslernen im Turnen, Selbstwirksamkeit in Wettkampfsituationen, Modellierungstraining,
Seit 2014 gehört Heinen der Leitung der Gerätturn-Kommission der Deutschen Vereinigung für Sportwissenschaft an.